# Marble Towers
Marble Towers – wieżowiec w Johannesburgu, w Republice Południowej Afryki, o wysokości 152,1 m. Budynek został otwarty w 1973 i liczy 32 kondygnacje.